# El-Kanemistadion
Het El-Kanemistadion is een multifunctioneel stadion in Maiduguri, Nigeria.
Het wordt vooral gebruikt voor voetbalwedstrijden en is het thuisstadion van El-Kanemi Warriors. Het stadion heeft een capaciteit van 10.000 zitplaatsen. Het is genoemd naar de heerser van het Kanem-Borno Rijk, Muhammad al-Amin al-Kanemi.